# Лангли (Вашингтон)
Лангли (енгл. Langley) град је у америчкој савезној држави Вашингтон. По попису становништва из 2010. у њему је живело 1.035 становника.

## Демографија
Према попису становништва из 2010. у граду је живело 1.035 становника, што је 76 (7,9%) становника више него 2000. године.
| Група             | 2000.       | 2010.       |
| Белци             | 907 (94,6%) | 949 (91,7%) |
| Афроамериканци    | 3 (0,3%)    | 1 (0,1%)    |
| Азијати           | 5 (0,5%)    | 17 (1,6%)   |
| Хиспаноамериканци | 18 (1,9%)   | 33 (3,2%)   |
| Укупно            | 959         | 1.035       |